# Tromsø Idrettslag 2014
Questa voce raccoglie le informazioni riguardanti il Tromsø Idrettslag nelle competizioni ufficiali della stagione 2014.

## Stagione
A seguito della retrocessione dall'Eliteserien dell'anno precedente, Steinar Nilsen fu confermato allenatore. Bård Flovik diventò suo assistente. Come nel 2013, il Tromsø vinse la classifica fair play e questo gli garantì un posto nel primo turno di qualificazione nell'Europa League 2014-2015.
Il Tromsø chiuse la stagione al 2º posto, conquistando così la promozione in Eliteserien. Thomas Kind Bendiksen e Simen Wangberg furono i calciatori più utilizzati, con 37 presenze ciascuno. Magnus Andersen e Zdeněk Ondrášek furono i migliori marcatori a quota 15 reti.

## Maglie e sponsor
Lo sponsor tecnico per la stagione 2014 fu Select, mentre lo sponsor ufficiale fu Sparebank 1. La divisa casalinga fu composta da una maglietta rossa con strisce bianche, pantaloncini e calzettoni bianchi. La divisa da trasferta fu invece di colore blu, con inserti bianchi.
| Casa | Trasferta |

## Rosa
| N. |                      | Ruolo | Calciatore            |
| -- | -------------------- | ----- | --------------------- |
| 1  | Svezia (bandiera)    | P     | Benny Lekström        |
| 3  | Norvegia (bandiera)  | D     | Kent-Are Antonsen     |
| 4  | Norvegia (bandiera)  | D     | Henrik Gjesdal        |
| 5  | Norvegia (bandiera)  | A     | Morten Moldskred      |
| 7  | Finlandia (bandiera) | D     | Miika Koppinen        |
| 8  | Norvegia (bandiera)  | C     | Thomas Kind Bendiksen |
| 10 | Norvegia (bandiera)  | C     | Thomas Drage          |
| 11 | Norvegia (bandiera)  | D     | Jonas Johansen        |
| 12 | Norvegia (bandiera)  | P     | Jacob Karlstrøm       |
| 13 | Rep. Ceca (bandiera) | A     | Zdeněk Ondrášek       |
| 14 | Norvegia (bandiera)  | D     | Hans Norbye           |
| 15 | Norvegia (bandiera)  | C     | Magnus Andersen       |

| N. |                     | Ruolo | Calciatore             |
| -- | ------------------- | ----- | ---------------------- |
| 16 | Norvegia (bandiera) | C     | Lars-Gunnar Johnsen    |
| 17 | Norvegia (bandiera) | C     | Remi Johansen          |
| 19 | Norvegia (bandiera) | C     | William Frantzen       |
| 22 | Norvegia (bandiera) | D     | Simen Wangberg         |
| 23 | Polonia (bandiera)  | D     | Jarosław Fojut         |
| 24 | Norvegia (bandiera) | A     | Mikael Ingebrigtsen    |
| 25 | Norvegia (bandiera) | D     | Lasse Nilsen           |
| 26 | Norvegia (bandiera) | D     | Jostein Gundersen      |
| 27 | Norvegia (bandiera) | P     | Lars Herlofsen         |
| 29 | Norvegia (bandiera) | C     | Elias Skogvoll         |
| 30 | Norvegia (bandiera) | A     | Runar Espejord         |
| 41 | Norvegia (bandiera) | C     | Lars Henrik Andreassen |

## Calciomercato

### Sessione invernale(dal 01/01 al 31/03)
| Acquisti | Acquisti               | Acquisti   | Acquisti   |
| R.       | Nome                   | da         | Modalità   |
| -------- | ---------------------- | ---------- | ---------- |
| P        | Lars Herlofsen         | Ørn-Horten | definitivo |
| D        | Jonas Johansen         | Tromsdalen | definitivo |
| D        | Simen Wangberg         | Brann      | definitivo |
| C        | Lars Henrik Andreassen | Finnsnes   | definitivo |

| Cessioni | Cessioni          | Cessioni  | Cessioni      |
| R.       | Nome              | a         | Modalità      |
| -------- | ----------------- | --------- | ------------- |
| P        | Marcus Sahlman    |           | svincolato    |
| D        | Adnan Čaušević    | Bryne     | definitivo    |
| D        | Jonas Fundingsrud | Alta      | definitivo    |
| D        | Mathias Johnsen   | Finnsnes  | prestito      |
| D        | Ruben Kristiansen | Vålerenga | definitivo    |
| C        | Hendrik Helmke    | Jaro      | definitivo    |
| C        | Josh Pritchard    | Fulham    | fine prestito |
| C        | Hamza Zakari      | Eupen     | fine prestito |
| A        | Steffen Nystrøm   |           | svincolato    |

### Tra le due sessioni
| Acquisti | Acquisti | Acquisti | Acquisti |
| R.       | Nome     | da       | Modalità |
| -------- | -------- | -------- | -------- |

| Cessioni | Cessioni       | Cessioni | Cessioni   |
| R.       | Nome           | a        | Modalità   |
| -------- | -------------- | -------- | ---------- |
| D        | Jarosław Fojut |          | svincolato |

### Sessione estiva(dal 15/07 al 15/08)
| Acquisti | Acquisti       | Acquisti | Acquisti   |
| R.       | Nome           | da       | Modalità   |
| -------- | -------------- | -------- | ---------- |
| D        | Henrik Gjesdal | Brann    | definitivo |

| Cessioni | Cessioni | Cessioni | Cessioni |
| R.       | Nome     | a        | Modalità |
| -------- | -------- | -------- | -------- |

## Risultati

### 1. divisjon

#### Girone di andata
| Arbitro: | Eskås |

|  |           |                           |
|  | Marcatori | 45’ Ondrášek 82’ Andersen |

| Arbitro: | Thorsø Hansen |

|              |           |  |
| Ondrášek 90’ | Marcatori |  |

| Arbitro: | Hansen (Feda) |

|           |           |                                                        |
| Riski 30’ | Marcatori | 18’ J. Johansen 32’ (rig.) Kind Bendiksen 51’ Ondrášek |

| Arbitro: | Gya |

|              |           |  |
| Ondrášek 81’ | Marcatori |  |

| Tromsdalen 1º maggio 2014, ore 15:00 5ª giornata | Tromsdalen | 0 – 0 referto | Tromsø | TUIL Arena (1.960 spett.) |

| Arbitro: | Gjermshus |

|                 |           |          |
| J. Johansen 20’ | Marcatori | 18’ Åsen |

| Arbitro: | Østerlie Borgersen (Oslo) |

|                      |           |               |
| Gjesdal 43’ Næss 53’ | Marcatori | 38’ Moldskred |

| Arbitro: | Helgerud (Lier) |

|                                                           |           |                     |
| Moldskred 9’ Norbye 25’ R. Johansen 46’, 71’ Andersen 67’ | Marcatori | 45’ Tollås 75’ Berg |

| Arbitro: | Hagenes |

|  |           |                                                  |
|  | Marcatori | 39’ Moldskred 46’ R. Johansen 69’ Kind Bendiksen |

| Arbitro: | Eskås |

|              |           |             |
| Ondrášek 10’ | Marcatori | 29’ Strange |

| Tromsø 29 maggio 2014, ore 18:00 11ª giornata                                        | Tromsø    | 3 – 1 referto | Kristiansund BK | Alfheim Stadion (2.617 spett.) |
| \| \| \| \| \| Andersen 10’ Ondrášek 19’ Moldskred 49’ \| Marcatori \| 15’ Tomren \| |           |               |                 |                                |
|                                                                                      |           |               |                 |                                |
| Andersen 10’ Ondrášek 19’ Moldskred 49’                                              | Marcatori | 15’ Tomren    |                 |                                |

| Arbitro: | Hauge |

|  |           |                              |
|  | Marcatori | 35’ R. Johansen 56’ Andersen |

| Tromsø 9 giugno 2014, ore 20:00 13ª giornata | Tromsø | 0 – 0 referto | Sandefjord | Alfheim Stadion (2.750 spett.)\| Arbitro: \| Gya \| |
| Arbitro:                                     | Gya    |               |            |                                                     |

| Arbitro: | Smehus Kringstad |

|            |           |                                     |
| Kwakwa 86’ | Marcatori | 6’ R. Johansen 26’, 66’ J. Johansen |

| Arbitro: | Steen |

|                      |           |                                             |
| J. Johansen 35’, 58’ | Marcatori | 24’ Khattab 50’ (aut.) Wangberg 88’ Khalili |

#### Girone di ritorno
| Mjøndalen 5 settembre 2014, ore 19:00 16ª giornata                           | Mjøndalen | 2 – 1 referto | Tromsø | Mjøndalen Stadion (1.507 spett.) |
| \| \| \| \| \| Diomande 2’ Sylling Olsen 33’ \| Marcatori \| 90’ Andersen \| |           |               |        |                                  |
|                                                                              |           |               |        |                                  |
| Diomande 2’ Sylling Olsen 33’                                                | Marcatori | 90’ Andersen  |        |                                  |

| Arbitro: | Thorsø Hansen |

|                                                   |           |  |
| R. Johansen 17’, 26’ Andersen 68’ J. Johansen 90’ | Marcatori |  |

| Arbitro: | Gjermshus |

|  |           |                                         |
|  | Marcatori | 39’ Drage 49’ R. Johansen 78’ Moldskred |

| Arbitro: | Smehus Kringstad |

|                                                                        |           |          |
| Kind Bendiksen 8’ (rig.), 63’ Gjesdal 36’ J. Johansen 45’ Andersen 64’ | Marcatori | 30’ Råde |

| Arbitro: | Steen |

|                |           |                 |
| Aalbu 32’, 60’ | Marcatori | 78’ J. Johansen |

| Arbitro: | Ahlsen |

|                                             |           |                    |
| Drage 45’ Ondrášek 45’, 90’ R. Johansen 50’ | Marcatori | 17’ Hopen 72’ Næss |

| Arbitro: | Moen |

|              |           |          |
| Ondrášek 74’ | Marcatori | 40’ Seck |

| Arbitro: | Hauge |

|  |           |                                         |
|  | Marcatori | 32’ Ondrášek 35’ Wangberg 38’ Moldskred |

| Arbitro: | Haugen |

|                                                            |           |  |
| Andersen 16’, 69’ Norbye 45’ R. Johansen 66’ Moldskred 70’ | Marcatori |  |

| Arbitro: | Gya |

|            |           |  |
| Torske 80’ | Marcatori |  |

| Arbitro: | Tennøy |

|                                                 |           |  |
| Andersen 32’, 74’ Ondrášek 33’, 53’, 72’ (rig.) | Marcatori |  |

| Arbitro: | Ahlsen |

|                          |           |              |
| Johansen 22’ Vevatne 57’ | Marcatori | 19’ Ondrášek |

| Arbitro: | Steen |

|                                     |           |                 |
| Strand 11’ Sellin 58’ Kirkevold 71’ | Marcatori | 45’ J. Johansen |

| Arbitro: | Gjermshus |

|                 |           |  |
| J. Johansen 23’ | Marcatori |  |

| Arbitro: | Moen |

|            |           |                                                             |
| Hassan 12’ | Marcatori | 44’ Wangberg 51’ Andersen 56’ (aut.) Mambouana 76’ Ondrášek |

### Norgesmesterskapet
| Narvik 24 aprile 2014, ore 18:00 Primo turno | Mjølner              | 0 – 0 (d.t.s.) referto                                                          | Tromsø | Narvik Gress (668 spett.) |
| \| \| \| \| \| Nerbø Henriksen Fjellbakk Just Mathisen Schjelderup Soleng Juma Oluoch Hansen \| Tiri di rigore 7 – 8 \| Kind Bendiksen J. Johansen Drage Antonsen Wangberg Norbye Ingebrigtsen Espejord \| |                      |                                                                                 |        |                           |
| |                      |                                                                                 |        |                           |
| Nerbø Henriksen Fjellbakk Just Mathisen Schjelderup Soleng Juma Oluoch Hansen | Tiri di rigore 7 – 8 | Kind Bendiksen J. Johansen Drage Antonsen Wangberg Norbye Ingebrigtsen Espejord |        |                           |

| Finnsnes 7 maggio 2014, ore 18:00 Secondo turno                                                                              | Finnsnes             | 2 – 2 (d.t.s.) referto | Tromsø | Finnsnes Stadion (545 spett.) |
| \| \| \| \| \| Andreassen 22’ Simonsen 51’ (rig.) \| Marcatori \| 4’, 55’ Kind Bendiksen \| \| \| Tiri di rigore 2 – 4 \| \| |                      |                        |        |                               |
| |                      |                        |        |                               |
| Andreassen 22’ Simonsen 51’ (rig.)                                                                                           | Marcatori            | 4’, 55’ Kind Bendiksen |        |                               |
| | Tiri di rigore 2 – 4 |                        |        |                               |

| Arbitro: | Berntsen (Vang) |

|              |           |                    |
| Espejord 15’ | Marcatori | 45’ Olsen 63’ Sané |

### Europa League
| Arbitro: | Lerjeus |

|  |           |                                                                                     |
|  | Marcatori | 14’, 44’ Andersen 22’ J. Johansen 24’ Moldskred 56’ Drage 75’ Norbye 75’ L. Johnsen |

| Arbitro: | Trutz |

|                                                            |           |          |
| Espejord 13’ Drage 23’ Andersen 28’, 57’ Wangberg 54’, 79’ | Marcatori | 39’ Alve |

| Toftir 17 luglio 2014, ore 19:00 Secondo turno di qualificazione - Andata | Víkingur Gøta | 0 – 0 referto | Tromsø | Svangaskarð\| Arbitro: \| Petrescu \| |
| Arbitro:                                                                  | Petrescu      |               |        |                                       |

| Arbitro: | Jónsson |

|              |           |                        |
| Wangberg 51’ | Marcatori | 60’ Hansen 77’ Hansson |

## Statistiche

### Statistiche di squadra
| Competizione       | Punti | In casa | In casa | In casa | In casa | In casa | In casa | In trasferta | In trasferta | In trasferta | In trasferta | In trasferta | In trasferta | Totale | Totale | Totale | Totale | Totale | Totale | DR  |
| Competizione       | Punti | G       | V       | N       | P       | Gf      | Gs      | G            | V            | N            | P            | Gf           | Gs           | G      | V      | N      | P      | Gf     | Gs     | DR  |
| ------------------ | ----- | ------- | ------- | ------- | ------- | ------- | ------- | ------------ | ------------ | ------------ | ------------ | ------------ | ------------ | ------ | ------ | ------ | ------ | ------ | ------ | --- |
| 1. divisjon        | 59    | 15      | 10      | 4       | 1       | 39      | 12      | 15           | 8            | 1            | 6            | 28           | 15           | 30     | 18     | 5      | 7      | 67     | 27     | +40 |
| Norgesmesterskapet | -     | 1       | 0       | 0       | 1       | 1       | 2       | 2            | 0            | 2            | 0            | 2            | 2            | 3      | 0      | 2      | 1      | 3      | 4      | -1  |
| Europa League      | -     | 2       | 1       | 0       | 1       | 7       | 3       | 2            | 1            | 1            | 0            | 7            | 0            | 4      | 2      | 1      | 1      | 14     | 3      | +11 |
| Totale             | -     | 18      | 11      | 4       | 3       | 47      | 17      | 19           | 9            | 4            | 6            | 37           | 17           | 37     | 20     | 8      | 9      | 84     | 34     | +50 |

### Andamento in campionato
| Giornata  | 1 | 2 | 3 | 4 | 5 | 6 | 7 | 8 | 9 | 10 | 11 | 12 | 13 | 14 | 15 | 16 | 17 | 18 | 19 | 20 | 21 | 22 | 23 | 24 | 25 | 26 | 27 | 28 | 29 | 30 |
| --------- | - | - | - | - | - | - | - | - | - | -- | -- | -- | -- | -- | -- | -- | -- | -- | -- | -- | -- | -- | -- | -- | -- | -- | -- | -- | -- | -- |
| Luogo     | T | C | T | C | T | C | T | C | T | C  | C  | T  | C  | T  | C  | T  | C  | T  | C  | T  | C  | C  | T  | C  | T  | C  | T  | T  | C  | T  |
| Risultato | V | V | V | V | N | N | P | V | V | N  | V  | V  | N  | V  | P  | P  | V  | V  | V  | P  | V  | N  | V  | V  | P  | V  | P  | P  | V  | V  |
| Posizione |   |   |   |   |   |   |   |   |   |    |    |    |    |    |    |    |    |    |    |    |    |    |    |    |    |    |    |    |    | 2  |

Fonte:  1. divisjon 2014, su altomfotball.no, Altomfotball. URL consultato il 3 novembre 2014 (archiviato dall'url originale il 17 aprile 2015).
Legenda:

Luogo: C = Casa; T = Trasferta. Risultato: V = Vittoria; N = Pareggio; P = Sconfitta.

### Statistiche dei giocatori
| M. Andersen       | 30 | 12 | 1 | 0 | 1 | 0 | 0 | 0 | 4 | 3 | 0 | 0 | 35 | 15 | 1 | 0 |
| L. Andreassen     | 1  | 0  | 0 | 0 | 1 | 0 | 0 | 0 | 1 | 0 | 0 | 0 | 3  | 0  | 0 | 0 |
| K. Antonsen       | 26 | 0  | 5 | 0 | 2 | 0 | 0 | 0 | 0 | 0 | 0 | 0 | 28 | 0  | 5 | 0 |
| T. Drage          | 29 | 2  | 2 | 0 | 3 | 0 | 0 | 0 | 4 | 2 | 0 | 0 | 36 | 4  | 2 | 0 |
| R. Espejord       | 14 | 0  | 0 | 0 | 3 | 1 | 0 | 0 | 2 | 1 | 0 | 0 | 19 | 2  | 0 | 0 |
| J. Fojut          | 5  | 0  | 1 | 0 | 1 | 0 | 0 | 0 | - | - | - | - | 6  | 0  | 1 | 0 |
| W. Frantzen       | 22 | 0  | 0 | 0 | 2 | 0 | 0 | 1 | 4 | 0 | 0 | 0 | 28 | 0  | 0 | 1 |
| H. Gjesdal        | 12 | 0  | 1 | 0 | - | - | - | - | - | - | - | - | 12 | 0  | 1 | 0 |
| J. Gundersen      | 1  | 0  | 0 | 0 | 0 | 0 | 0 | 0 | 0 | 0 | 0 | 0 | 1  | 0  | 0 | 0 |
| L. Herlofsen      | 1  | 0  | 0 | 0 | 2 | 0 | 0 | 0 | 2 | 0 | 0 | 0 | 5  | 0  | 0 | 0 |
| M. Ingebrigtsen   | 5  | 0  | 1 | 0 | 3 | 0 | 1 | 0 | 1 | 0 | 0 | 0 | 9  | 0  | 2 | 0 |
| J. Johansen       | 25 | 11 | 2 | 0 | 3 | 0 | 1 | 0 | 3 | 1 | 1 | 1 | 31 | 12 | 4 | 1 |
| R. Johansen       | 25 | 10 | 1 | 0 | 2 | 0 | 1 | 0 | 4 | 0 | 1 | 0 | 31 | 10 | 3 | 0 |
| L. Johnsen        | 18 | 0  | 0 | 0 | 3 | 0 | 1 | 0 | 4 | 1 | 1 | 0 | 25 | 1  | 2 | 0 |
| J. Karlstrøm      | 0  | 0  | 0 | 0 | 0 | 0 | 0 | 0 | 0 | 0 | 0 | 0 | 0  | 0  | 0 | 0 |
| T. Kind Bendiksen | 30 | 4  | 1 | 0 | 3 | 2 | 0 | 0 | 4 | 0 | 1 | 0 | 37 | 6  | 2 | 0 |
| M. Koppinen       | 22 | 0  | 0 | 0 | 0 | 0 | 0 | 0 | 2 | 0 | 0 | 0 | 24 | 0  | 0 | 0 |
| B. Lekström       | 30 | 0  | 2 | 0 | 1 | 0 | 0 | 0 | 3 | 0 | 0 | 0 | 34 | 0  | 2 | 0 |
| M. Moldskred      | 28 | 7  | 4 | 0 | 2 | 0 | 0 | 0 | 4 | 2 | 0 | 0 | 34 | 9  | 4 | 0 |
| L. Nilsen         | 13 | 0  | 0 | 0 | 3 | 0 | 0 | 0 | 4 | 0 | 0 | 0 | 20 | 0  | 0 | 0 |
| H. Norbye         | 24 | 2  | 3 | 0 | 2 | 0 | 0 | 0 | 4 | 1 | 0 | 0 | 30 | 3  | 3 | 0 |
| Z. Ondrášek       | 25 | 15 | 2 | 1 | 1 | 0 | 0 | 0 | 0 | 0 | 0 | 0 | 26 | 15 | 2 | 1 |
| E. Skogvoll       | 0  | 0  | 0 | 0 | 1 | 0 | 0 | 0 | 0 | 0 | 0 | 0 | 1  | 0  | 0 | 0 |
| S. Wangberg       | 30 | 2  | 2 | 0 | 3 | 0 | 0 | 0 | 4 | 3 | 0 | 0 | 37 | 5  | 2 | 0 |